# Лички Осик
Лички Осик (Теслинград од 1991. до 1995) је насељено мјесто у Лици, у Хрватској. Припада граду Госпићу у Личко-сењској жупанији.

## Географија
Налази се 8 км сјевероисточно од Госпића. Лички Осик је смјештен уз пут Карловац – Госпић – Карлобаг. Кроз насеље пролази Личка пруга као и ауто-пут Загреб – Сплит.

## Историја
Половином 20. вијека источно од старог изграђено је ново стамбено насеље – Нови Лички Осик, у коме се налазила јака метална индустрија. Лички Осик се од 1991. до августа 1995. године налазио у Републици Српској Крајини. За вријеме Републике Српске Крајине Лички Осик се звао Теслинград.

## Становништво
Према попису из 1991. године, насеље Лички Осик је имао 2.885 становника, међу којима је било 1.570 Срба, 1.156 Хрвата, 89 Југословена и 70 остали. Према попису становништва из 2001. године, Лички Осик је имао 1.772 становника. Према попису становништва из 2011. године, насеље Лички Осик је имало 1.914 становника.
| Националност       | 1991. | 1981. | 1971. | 1961. |
| Срби               | 1.570 | 1.343 | 1.621 | 994   |
| Хрвати             | 1.156 | 1.123 | 1.420 | 1.482 |
| Југословени        | 89    | 527   | 139   | 9     |
| остали и непознато | 70    | 52    | 112   | 69    |
| Укупно             | 2.885 | 3.045 | 3.292 | 2.554 |

| Демографија | Демографија | Демографија |
| Година      | Становника  | Становника  |
| ----------- | ----------- | ----------- |
| 1961.       | 2.554       |             |
| 1971.       | 3.292       |             |
| 1981.       | 3.045       |             |
| 1991.       | 2.885       |             |
| 2001.       | 1.772       |             |
| 2011.       |             | 1.914       |

## Попис 1991.
На попису становништва 1991. године, насељено место Лички Осик је имало 2.885 становника, следећег националног састава:
| Попис 1991.‍   | Попис 1991.‍  | Попис 1991.‍ | Попис 1991.‍ | Попис 1991.‍ |
| ------------- | ------------ | ----------- | ----------- | ----------- |
|               |              |             |             |             |
| Срби          | Срби         |             | 1.570       | 54,41%      |
| Хрвати        | Хрвати       |             | 1.156       | 40,06%      |
| Југословени   | Југословени  |             | 89          | 3,08%       |
| Муслимани     | Муслимани    |             | 5           | 0,17%       |
| Мађари        | Мађари       |             | 4           | 0,13%       |
| Словенци      | Словенци     |             | 1           | 0,03%       |
| Црногорци     | Црногорци    |             | 1           | 0,03%       |
| остали        | остали       |             | 1           | 0,03%       |
| неопредељени  | неопредељени |             | 39          | 1,35%       |
| регион. опр.  | регион. опр. |             | 4           | 0,13%       |
| непознато     | непознато    |             | 15          | 0,51%       |
| укупно: 2.885 |              |             |             |             |